# Poznańskie Słowiki

Neon Poznańskich Słowików od strony ul. Święty Marcin

Chór Chłopięcy i Męski Filharmonii Poznańskiej (nazywany powszechnie Poznańskimi Słowikami lub Chórem Stuligrosza) – funkcjonujący w ramach Filharmonii Poznańskiej im. Tadeusza Szeligowskiego chór chłopięcy i męski, założony przez Stefana Stuligrosza.

## Historia
Początki zespołu sięgają jesieni 1939, kiedy to po wybuchu II wojny światowej dziewiętnastoletni Stefan Stuligrosz skupił wokół siebie śpiewaków pozostałych z Chóru Katedralnego księdza Wacława Gieburowskiego (aresztowanego przez gestapo w październiku) i rozpoczął konspiracyjne próby.
Chór śpiewał w kościołach poznańskich: Świętego Wojciecha i Matki Boskiej Bolesnej na Łazarzu. Dla mieszkańców okupowanego Poznania była to niezwykła manifestacja ducha polskości.
W 1945 oficjalnie założył Chór Chłopięco-Męski im. ks. Wacława Gieburowskiego pod nazwą Poznańskie Słowiki i został jego kierownikiem artystycznym i dyrygentem. Pierwszym znaczącym sukcesem chóru po wojnie, stał się gościnny występ w Filharmonii Warszawskiej w 1949. Poznań był ze śpiewaków Stuligrosza dumny. Wkrótce potem, w 1950, zespół przyjęła pod swe skrzydła Filharmonia Poznańska. Kreatorem jego klasy pozostawał zawsze Stefan Stuligrosz.
Będąc przez pięć kadencji rektorem Akademii Muzycznej w Poznaniu wykształcił znakomitych chórmistrzów, komponował, promował młodych artystów, był prezesem Towarzystwa Muzycznego im. Henryka Wieniawskiego. Muzyczną pasję poświęcił jednak przede wszystkim swoim Słowikom. Z nimi odniósł wielkie sukcesy, które były możliwe dzięki systematycznej pracy wszystkich śpiewaków. Zbudował z nimi artystyczny wizerunek chóru.
Po śmierci Stefana Stuligrosza, zgodnie z jego wolą, dyrektorem artystycznym i kontynuatorem dzieła został Maciej Wieloch – wychowanek profesora.
Chór daje rocznie kilkadziesiąt koncertów. Śpiewał we wszystkich niemal krajach europejskich, a także w USA, Kanadzie, Korei Południowej oraz Japonii. Występował dla koronowanych głów i prezydentów oraz wielokrotnie dla Papieża Jana Pawła II.
Poznańskie Słowiki współpracowały z wybitnymi artystami, w tym m.in. z Barbarą Hendricks, Margaret Marshall, Adele Stolte, Renatą Scotto, Krystyną Szostek-Radkową, Teresą Żylis-Garą, Ryszardem Karczykowskim, Wiesławem Ochmanem.
Chórem dyrygowali m.in.: Stanisław Wisłocki, Marek Pijarowski, Łukasz Borowicz, David Shalom i legendarny Leonard Bernstein. Zespół stale współpracuje z Orkiestrą Filharmonii Poznańskiej.
Przez 80 lat zespół tworzyło ponad 1500 śpiewaków. Obecnie Poznańskie Słowiki to prawie 100 śpiewających chłopców i mężczyzn. 
Chór jest członkiem światowej Federacji Chórów Kościelnych Pueri Cantores.

## Repertuar
Chór wykonuje dzieła mistrzów średniowiecznych, epoki renesansu, wokalno-instrumentalne arcydzieła baroku Bacha i Händla, Mielczewskiego, Gorczyckiego, utwory klasycyzmu Mozarta, Haydna, Beethovena i Kurpińskiego, romantyzmu Chopina, Moniuszki, Schuberta, śpiewa także kompozycje współczesne Góreckiego, czy Kilara.

## Nagrania
Poznańskie Słowiki nagrały kilkadziesiąt płyt, zarejestrowały setki nagrań radiowych i telewizyjnych. Chór zagrał w dwóch filmach fabularnych: Poznańskie Słowiki z 1965 roku oraz Tydzień z życia mężczyzny w reżyserii Jerzego Stuhra z 1999 roku.

## Muzycy związani z chórem
- Affabre Concinui – sekstet wokalny;
- Jarosław Bręk – bas – baryton;
- prof. Janusz Dzięcioł – chórmistrz;
- Mirosław Gałęski – pianista, kameralista, kompozytor;
- Jakub Haufa – skrzypek;
- Marek Niewiedział – oboista;
- prof. Andrzej Tatarski – pianista;
- La Vaise'89 – duet fortepianowy;
- Maciej Wieloch – dyrygent, bas;
- Piotr Liszkowski – bas.

## Odznaczenia i wyróżnienia
- 2015: Srebrny Medal „Zasłużony Kulturze Gloria Artis”[5]